# یواس‌اس چوونت (ای‌جی‌اس-۱۱)
یواس‌اس چوونت (ای‌جی‌اس-۱۱) (به انگلیسی: USS Chauvenet (AGS-11)) یک کشتی بود که طول آن ۱۳۶ فوت (۴۱ متر) بود. این کشتی در سال ۱۹۴۲ ساخته شد.